# Cristina Montesinos Gil
Cristina Montesinos Gil   (Terrassa, 12 de juliol de 1994) és una esportista catalana que competeix en atletisme, especialista en la disciplina de marxa.
Va guanyar dues medalles a la Copa Europea de Marxa Atlètica de 2023, or en 35 km per equip i bronze a 35 km individual.
Va obtenir la victòria als 20 km del Campionat d'Espanya de Marxa de 2024, aconseguint a la mateixa prova la mínima olímpica per participar en els Jocs Olímpics de París 2024. Va aconseguir la sisena posició al Campionat d'Europa del mateix any.